# Michèle Crouzet
Michèle Crouzet (ur. 31 sierpnia 1967 r. w Lormes) – francuska polityk reprezentująca partię La République En Marche! W wyborach parlamentarnych w czerwcu 2017 r. została wybrana do francuskiego Zgromadzenia Narodowego, w którym reprezentuje departament Yonne. 